# Bilga conradti
Bilga conradti är en skalbaggsart som beskrevs av Brenske 1901. Bilga conradti ingår i släktet Bilga och familjen Melolonthidae. Inga underarter finns listade.